# سيدي واشاي (سيدي وساي)
سيدي واشاي هي إحدى مشيخات المملكة المغربية، تتبع جغرافيا لإقليم شتوكة آيت باها وإداريًا لسيدي وساي. يقدر عدد سكانها بـ 8526 نسمة حسب الإحصاء الرسمي للسكان والسكنى لسنة 2004.